# J ミルトン・コーワン
J ミルトン・コーワン(J Milton Cowan、1907年2月22日- 1993年12月20日)は、アメリカの言語学者。

## 略歴
コーワンは、ユタ州のソルトレイクシティで肉屋の息子として生まれた。彼が生まれたとき、親は名前をジェームズ（James）にするかジョン（John）にするか迷ったあげく、本人に決めてもらおうと決心し、そのように言い聞かせて育てた。しかし、彼自身はどちらも選ばず、「J（ピリオドなし）Milton Cowan」とした。
末日聖徒イエス・キリスト教会（モルモン教）の会員として、青年時代にドイツで宣教師を務めた。帰国してから、ドイツ語を専攻して、1932年にユタ大学で修士を得て、1935年にアイオワ大学で博士の学位を得た。彼は学問の領域で職を得て、1966年にはアメリカ言語学会（Linguistic Society of America）の会長になっている。1946年から1970年代初頭にかけて、コーネル大学で現代語部門（現在の現代言語学科）の責任者を務めた。1972年に、彼は妻とともに "Spoken Language Services" という出版社を共同設立した。
コーワンは、ドイツのアラビア語学者ハンス・ヴェーアが著した現代文語アラビア語辞典（アラビア語－ドイツ語）の英訳版 "The Hans Wehr Dictionary of Modern Written Arabic"（1961年）を編纂した。第4版のペーパーバック版編纂作業直後に没したため、第5版と第6版の英訳版は存在しない。Spoken Language Servicesも倒産したため、辞書の海賊版が乱立しているが、Harrassowitzは第4版の英語版を高値のハードカバーで現在も販売している。